# Barra de Nanaimo
La barra de Nanaimo es un postre de origen canadiense popular en toda Norteamérica. Es un cuadrado de chocolate que no se hornea, y recibe su nombre de la ciudad de Nanaimo, en la costa oeste (Columbia Británica). Consiste en una capa de barquillo desmigajado, cubierto con una capa de glaseado ligero de mantequilla con sabor a vainilla o natillas, que se cubre a su vez con chocolate fundido. Existen muchas variantes que cambian el tipo de migas de la base, los sabores del glaseado y el tipo de chocolate, siendo dos populares la de glaseado de menta y la de moca.

## Origen
La barra surgió en Ladysmith (sur de Nanaimo) a principios de los años 1950. Mabel Jenkins, un ama de casa de Cowichan Bay, envió la receta al Ladysmith and Cowichan Women's Institute Cookbook anual. Este libro de recetas se vendía a en esa época para recaudar fondos. La receta se hizo popular en muchos hogares de la provincia, especialmente de las ciudades obreras, y se vendía en muchas de las cafeterías de la Commercial Street de Nanaimo. Los turistas de la región, especialmente los estadounidenses de crucero, llamaron al dulce «barra de Nanaimo». Sin embargo, en Nanaimo y puntos del sur Duncan se llamaba originalmente «barra de Mabel» o «barra W.I.» (de Women's Institute). La primera copia impresa confirmada de la receta usando el nombre «barra de Nanaimo» aparece en una publicación llamada His/Her Favourite Recipes, Compiled by the Women's Association of the Brechin United Church (1957, p. 52), con la receta enviada por Joy Wilgress, de Baltimore. (La Brechin United Church está en la parte norte de Nanaimo.) Esta receta también fue reimpresa en el libro de Kim Blank Sex, Life Itself, and the Original Nanaimo Bar Recipe (Umberto Press, 1999, pp. 127–9).  
En 1954 la receta Marble's Squares (‘cuadrados mármol’) fue publicada en The Country Woman's Favorite por el Upper Gloucester Women's Institute (Nuevo Brunswick). Fue enviada por Mrs. Harold Payne, la hija de Mable (Knowles) Scott (1883–1957). La lista de ingredientes, cantidades y pasos de preparación se parecen mucho a la receta presente en el sitio web del ayuntamiento de Nanaimo.
La primera receta impresa de un dulce con los ingredientes de la barra de Nanaimo se encuentra en el Women's Auxiliary to Nanaimo Hospital Cookbook de 1952. Se trata de dos recetas llamadas Chocolate Square (‘cuadrado de chocolate’) y Chocolate Slice (‘rodaja de chocolate’). Algunos dicen que el primer uso del nombre «barra de Nanaimo» fue en un libro de cocina de Edith Adams impreso en 1953.
Otras fuentes sin confirmar remontan el origen de la barra a los años 1930, donde se dice que era conocida localmente como chocolate fridge cake (‘pastel de chocolate al frigorífico’). Algunos neoyorquinos afirman que surgió en su ciudad, y la llaman New York slice (‘rodaja de Nueva York’). Sin embargo, las cafeterías Tim Hortons de Nueva York las venden como Nanaimo bars. Una referencia moderna alude incluso a las barras existentes en el siglo XIX en Nanaimo.

## Popularidad
La popularidad de la barra en Nanaimo llevó a sus residentes a movilizarse para elegirla como «Dulce Favorito de Canadá» en una encuesta del National Post. En 1985 el alcalde Graeme Roberts organizó un concurso para encontrar la receta definitiva de la barra de Nanaimo, resultando elegida por unanimidad de los jueces la enviada por Joyce Hardcastle, residente de la ciudad.